# Clasificarea bengaliidelor
În lucru
| Subfamilie                                   | Gen                                                  | Specie                                                  |
| Afridigaliinae                               | Afridigalia                                          | Afridigalia adrianponti                                 |
| Afridigaliinae                               | Afridigalia                                          | Afridigalia bezzi (Senior-White ), 1923                 |
| Afridigaliinae                               | Afridigalia                                          | Afridigalia bezziella                                   |
| Afridigaliinae                               | Afridigalia                                          | Afridigalia cuthbertsoni (Zumpt), 1956                  |
| Afridigaliinae                               | Afridigalia                                          | Afridigalia elgonia                                     |
| Afridigaliinae                               | Afridigalia                                          | Afridigalia emarginata (Malloch, 1927)                  |
| Afridigaliinae                               | Afridigalia                                          | Afridigalia emdeniella                                  |
| Afridigaliinae                               | Afridigalia                                          | Afridigalia falsimonia                                  |
| Afridigaliinae                               | Afridigalia                                          | Afridigalia fanzideliana                                |
| Afridigaliinae                               | Afridigalia                                          | Afridigalia gaillardi (Surcouf & Guyon , 1912)          |
| Afridigaliinae                               | Afridigalia                                          | Afridigalia jamesi                                      |
| Afridigaliinae                               | Afridigalia                                          | Afridigalia laguna                                      |
| Afridigaliinae                               | Afridigalia                                          | Afridigalia lyneborgi (James),1966                      |
| Afridigaliinae                               | Afridigalia                                          | Afridigalia minor (Malloch,1927)                        |
| Afridigaliinae                               | Afridigalia                                          | Afridigalia nicolasia                                   |
| Afridigaliinae                               | Afridigalia                                          | Afridigalia nusantara                                   |
| Afridigaliinae                               | Afridigalia                                          | Afridigalia olapana                                     |
| Afridigaliinae                               | Afridigalia                                          | Afridigalia peuhi (Villeneuve, 1914)                    |
| Afridigaliinae                               | Afridigalia                                          | Afridigalia pinatuba                                    |
| Afridigaliinae                               | Afridigalia                                          | Afridigalia roubaudi (Rickenbach, Hamon & Moucet, 1960) |
| Afridigaliinae                               | Afridigalia                                          | Afridigalia sanaga                                      |
| Afridigaliinae                               | Afridigalia                                          | Afridigalia surcoufi (Senior White, 1923)               |
| Afridigaliinae                               | Afridigalia                                          | Afridigalia taksina                                     |
| Afridigaliinae                               | Afridigalia                                          | Afridigalia tibiaria (Villeneuve, 1926)                 |
| Afridigaliinae                               | Afridigalia                                          | Afridigalia walkeriana                                  |
| Bengaliinae                                  |                                                      |                                                         |
| Bengalia                                     | Bengalia calilungae (Rueda), 1985                    |                                                         |
| Bengalia                                     | Bengalia fernandiella                                |                                                         |
| Bengalia                                     | Bengalia hastativentris Senior-White , 1923          |                                                         |
| Bengalia                                     | Bengalia hobby Senior-White & Aubertin & Smart 1940, |                                                         |
| Bengalia                                     | Bengalia labiata Robineau-Desvoaidy]] 1830           |                                                         |
| Bengalia                                     | Bengalia lampunia                                    |                                                         |
| Bengalia                                     | Bengalia nirvanella Lehrer 2005                      |                                                         |
| Bengalia                                     | Bengalia pygomalaya Lehrer 2005                      |                                                         |
| Bengalia                                     | Bengalia ruedai                                      |                                                         |
| Bengalia                                     | Bengalia semerunia Lehrer 2005                       |                                                         |
| Gangelomyinae                                |                                                      |                                                         |
| Bezzigalia                                   |                                                      |                                                         |
| Bezzigalia rivanella                         |                                                      |                                                         |
| Gangelomyia                                  |                                                      |                                                         |
| Gangelomyia escheri (Bezzi, 1913)            |                                                      |                                                         |
| Gangelomyia evafoneae                        |                                                      |                                                         |
| Gangelomyia gandhiana                        |                                                      |                                                         |
| Gangelomyia indipyga                         |                                                      |                                                         |
| Gangelomyia kanoi (Lurahashi & Magpayo 2000) |                                                      |                                                         |
| Gangelomyia krishna                          |                                                      |                                                         |
| Gangelomyia philipyga                        |                                                      |                                                         |
| Gangelomyia schiavone                        |                                                      |                                                         |
| Gangelomyia senausmarta                      |                                                      |                                                         |
| Gangelomyia shivanella                       |                                                      |                                                         |
| Gangelomyia tagaloga                         |                                                      |                                                         |
| Gangelomyia xanthopyga (Senior-White ), 1924 |                                                      |                                                         |
| -                                            | -                                                    | -                                                       |
| -                                            | -                                                    |                                                         |